# Japánbirs

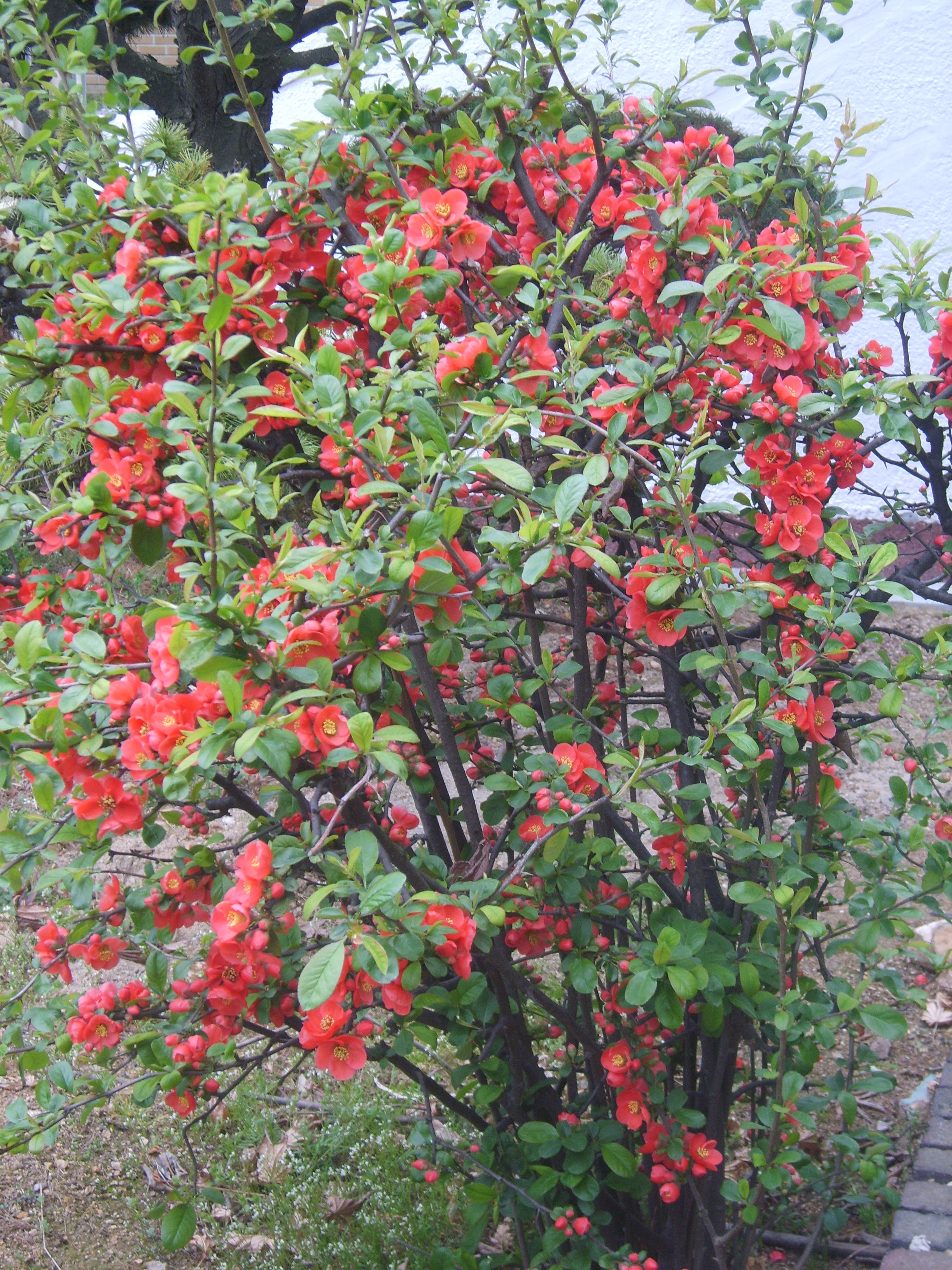
japánbirs habitusa

A japánbirs vagy díszbirs (Chaenomeles) a rózsavirágúak (Rosales) rendjébe, ezen belül a rózsafélék (Rosaceae) családjába tartozó nemzetség, amely fás szárú fajokból tevődik össze.
A lombfakadás kezdetén nyíló nagy, viaszszerű virágaikkal díszítő közkedvelt cserjék. Ágaik tövisesek. Apró birsalma-termésük erősen illatos, de keserű, nyersen nem ehető. Főzve kompót, befőtt, lekvár is készíthető belőle. Magyarországon 2 Japánból származó alapfajjal, illetve azok hibridjeivel találkozhatunk.
- Valódi japánbirs (Chaenomeles japonica)

Mintegy méteresre növő, terjedő tövű cserje, élénk téglapiros virágokkal. Termései gömbölydedek, vesszői többé-kevésbé bibircsesek. A későbbi, nemesített fajták díszértékben felülmúlják.
- Pompás japánbirs (Chaenomeles speciosa).

Jóval gyakoribb, különösen a régi kastélykertekben. 1,5–2 méter magas, csak kismértékben sarjadzó cserje, közepes növekedési eréllyel. Fiatal hajtásai kopaszok, vesszői nem bibircsesek.

## Fajtái
- 'Nivalis'-fehér virágú
- 'Brilliant'
- Bíbor japánbirs (C. x superba).

Az előző két faj keresztezésével létrejött fajták csoportja. Termetük és egyéb morfológiai bélyegeik a két szülőfaj között állnak, jelenleg főleg az alacsony (1 méter körüli) piros fajták vannak divatban.
Fajtái:
- 'Karl Ramcke'-vörösbarnán kihajtó fajta
- 'Crimson and Gold'-nagy virágú és feltűnő sárga porzótömegével díszítő fajta
- 'Etna'-skarlátvörös

A japánbirsek jó vízellátású, tápdús talajt, napos vagy félárnyékos fekvést igényelnek. Érzékenyek a magas mésztartalomra. Gyökérről könnyen sarjadnak.
Szaporításuk magvetéssel, vagy a fajtákat nyári zölddugvánnyal, esetleg tőosztással, bujtással.

## Rendszerezés
A nemzetségbe az alábbi 6 faj tartozik:
- Chaenomeles cathayensis (Hemsl.) C.K. Schneid.
- valódi japánbirs (Chaenomeles japonica) (Thunb.) Lindl.
- Chaenomeles lagenaria (Loisel.) Koidz.
- Chaenomeles sinensis (Thouin) Koehne
- pompás japánbirs (Chaenomeles speciosa) (Sweet) Nakai
- Chaenomeles thibetica T.T. Yu
- bíbor japánbirs (Chaenomeles x superba)

[Megjegyzés: A „×” jelzésű fajnevek hibrideket jelölnek.]

## Képek

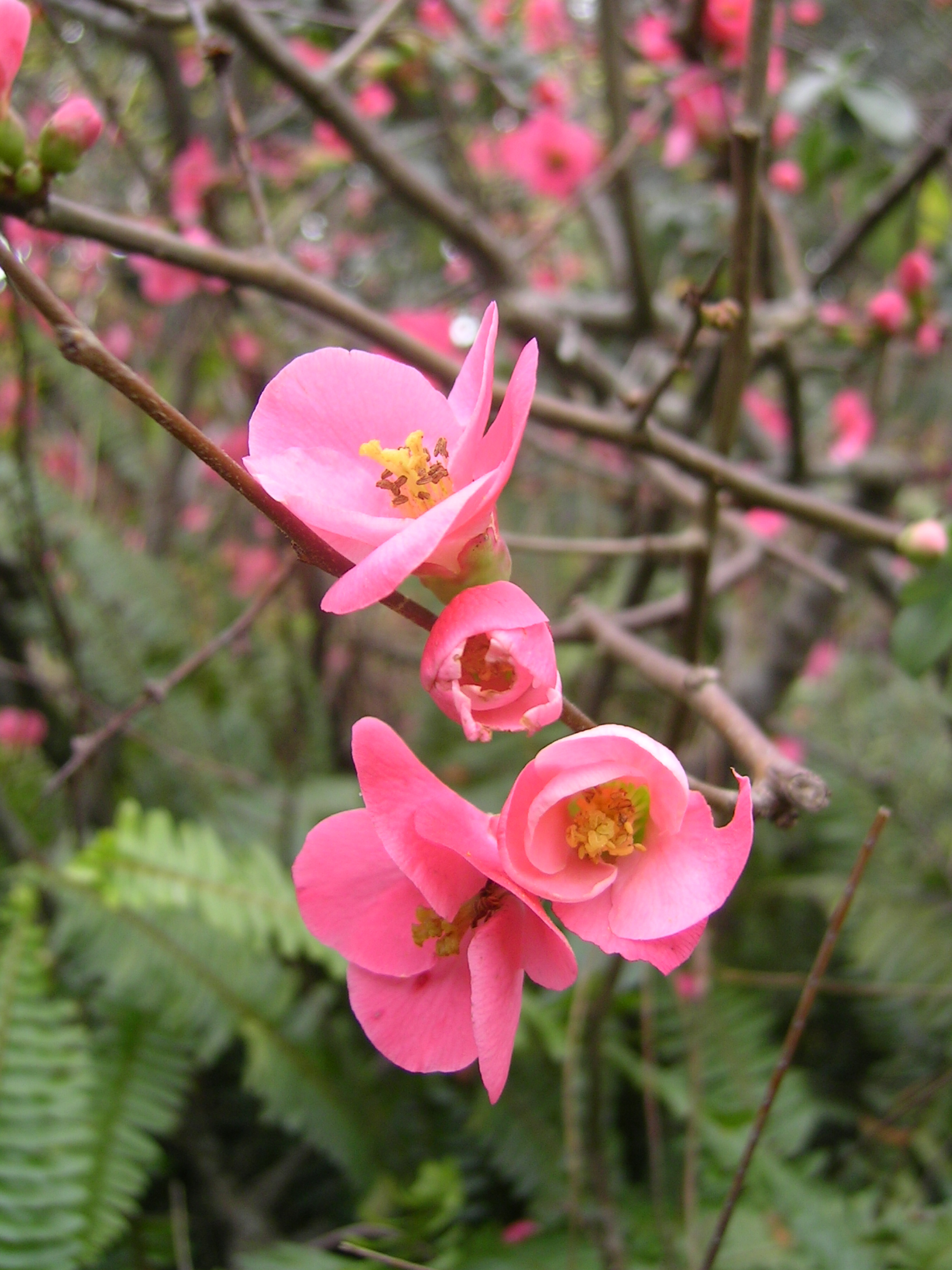
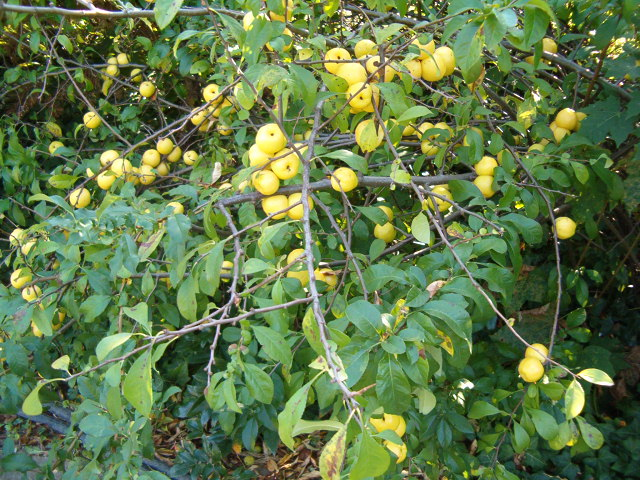
termései
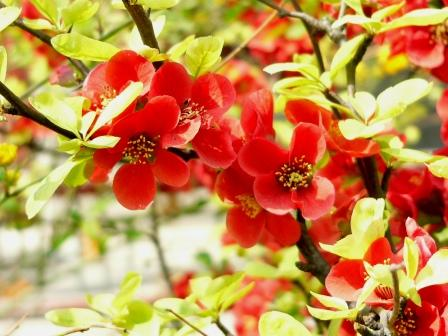
Pompás japánbirs
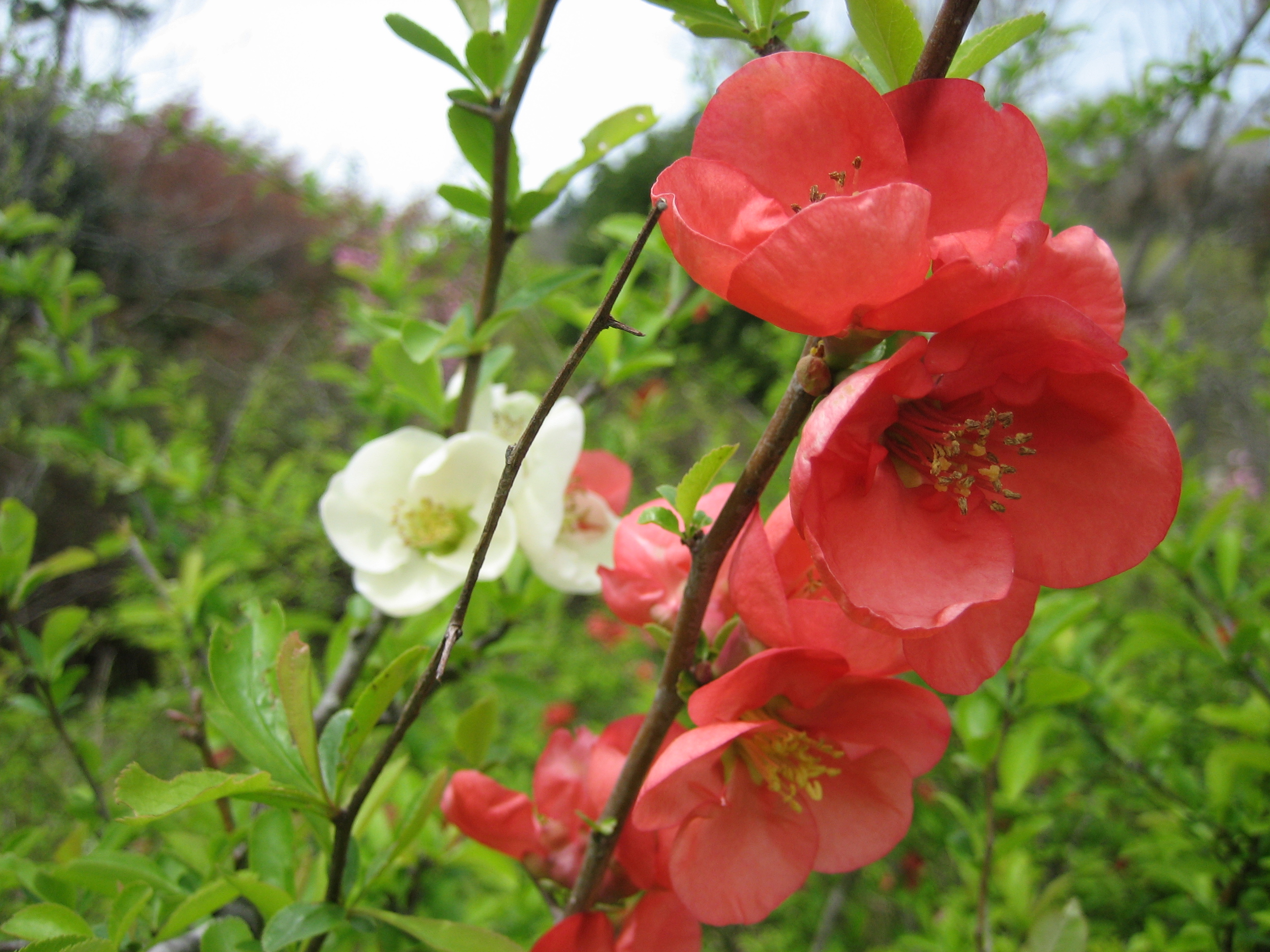
Japánbirs fajták
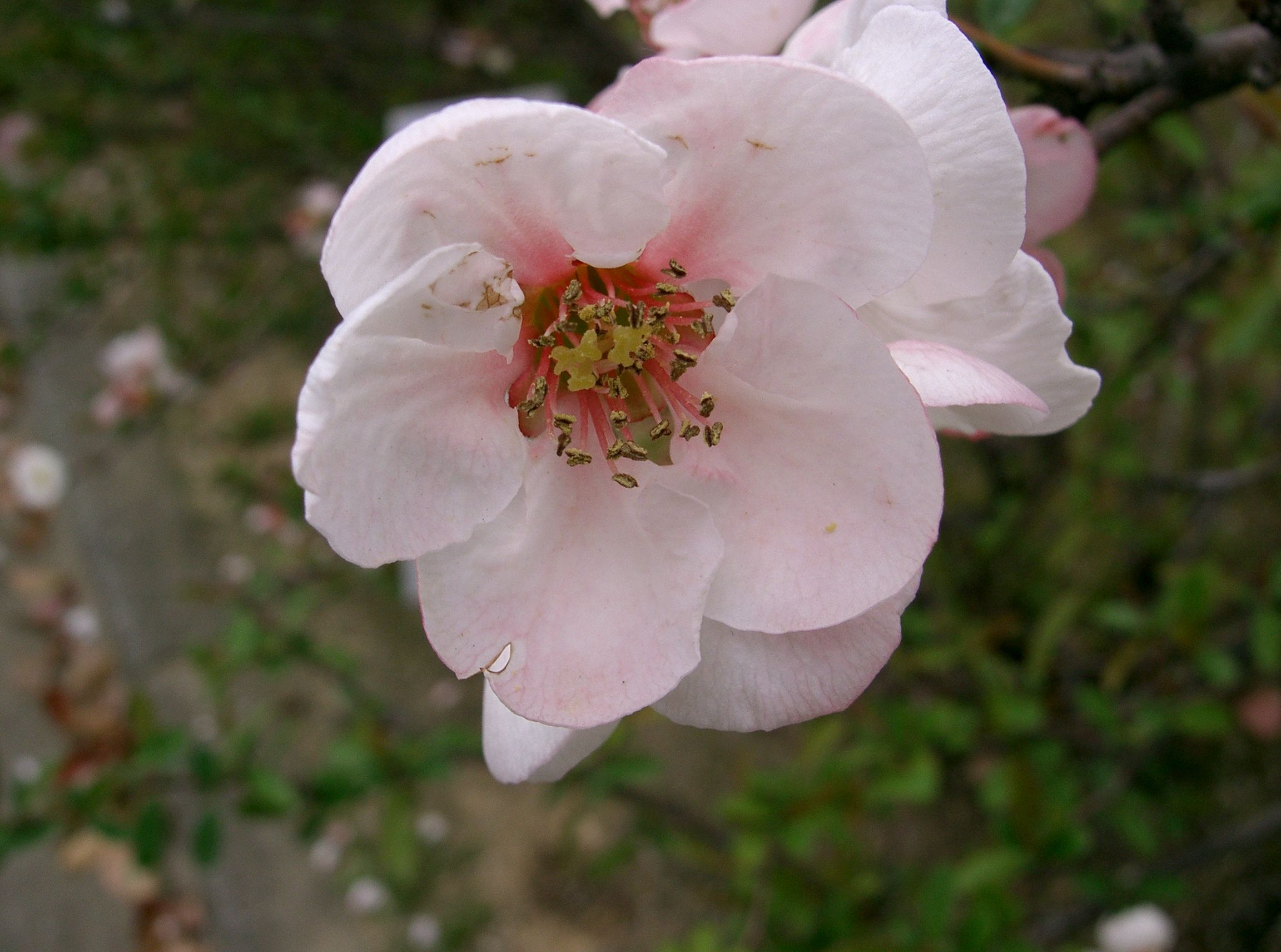
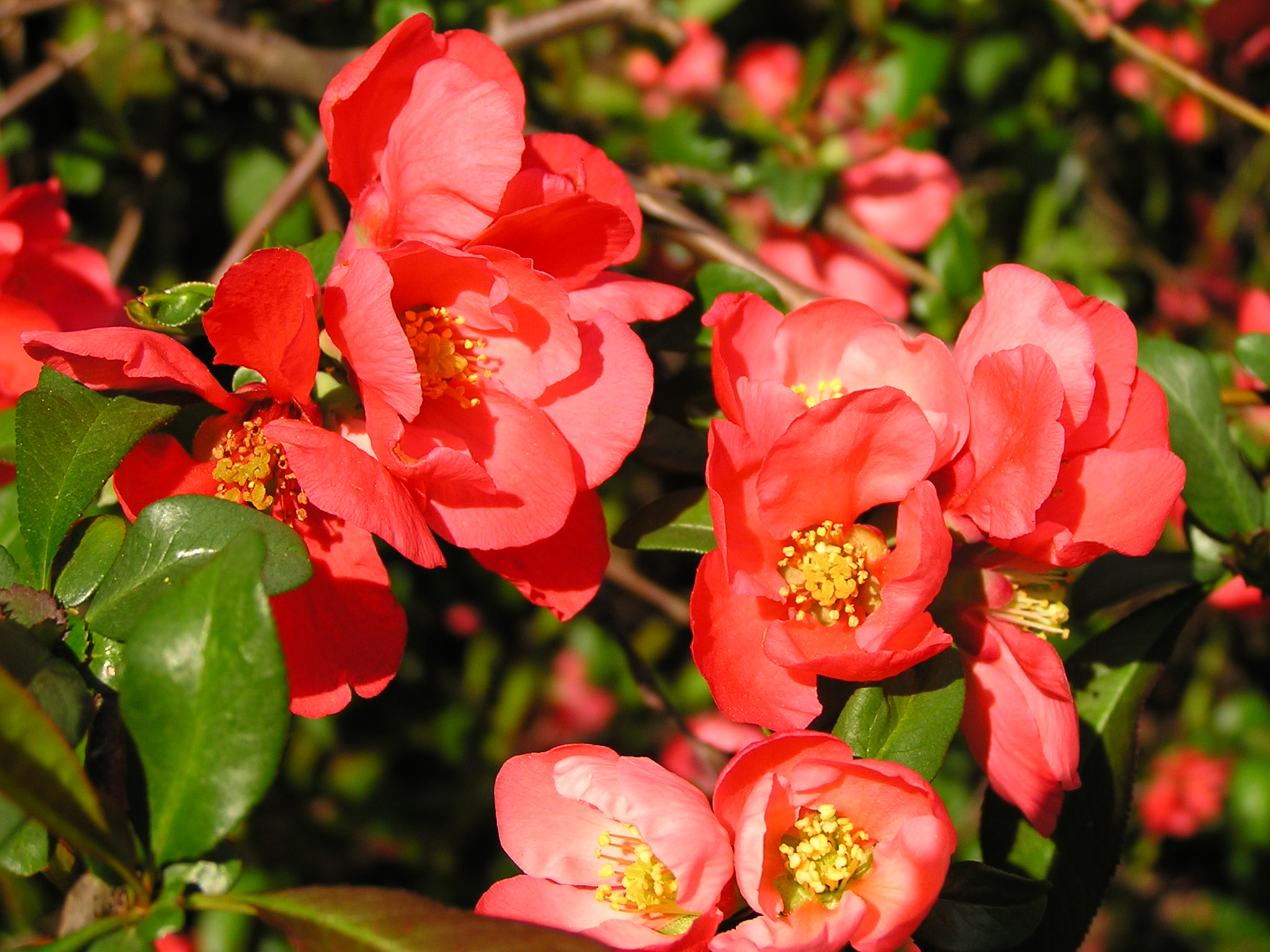
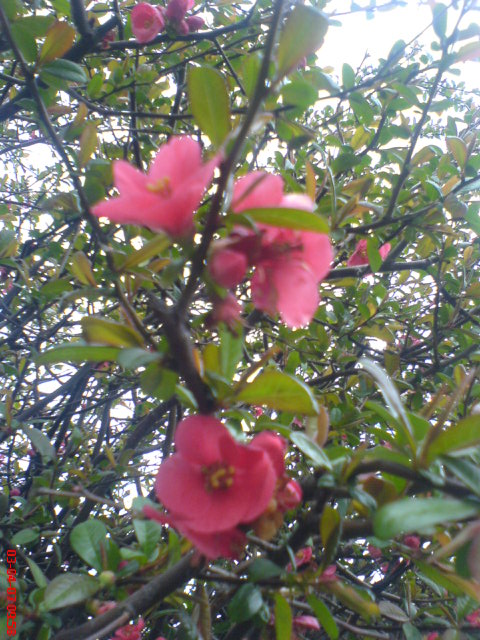
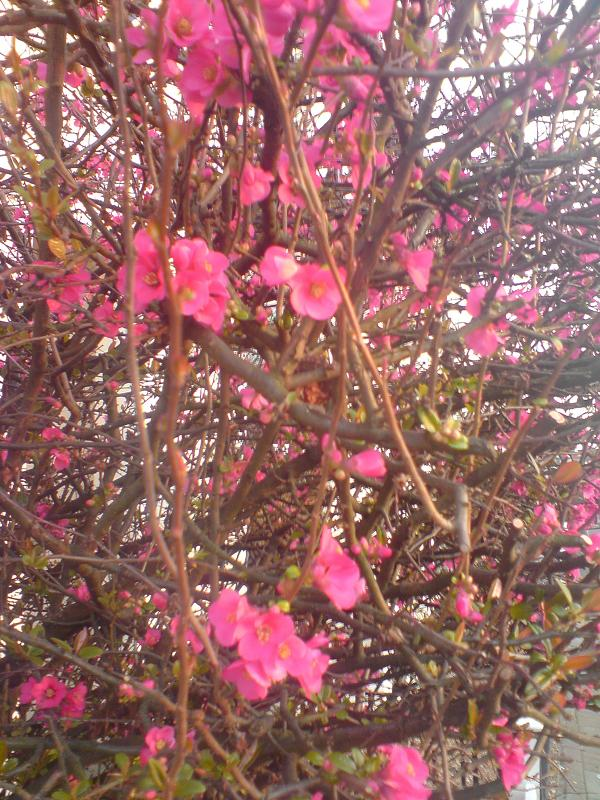